# David Hughes (Autor)
David Hughes (* 27. Juli 1930 in Alton, Hampshire; † 11. April 2005 in London) war ein englischer Schriftsteller und Drehbuchautor.

## Leben
In Alton, Hampshire, geboren, ging Hughes auf die Eggar’s Grammar School, Alton, und später auf die King’s College School in Wimbledon. Sein Vater, Fielden Hughes, war Rektor einer anderen Wimbledon School und schrieb ebenfalls eine Reihe von Romanen.
David Hughes heiratete die schwedische Schauspielerin Mai Zetterling 1958 und arbeitete mit ihr bei diversen Filmen, die allesamt einen leicht frivolen Unterton hatten, und Büchern zusammen.
Beide ließen sich 1976 scheiden, um vier Jahre später erneut zu heiraten.
Seine späteren Bücher umfassten eine biographische Würdigung seines Freundes Gerald Durrell, mit dem Titel Himself and Other Animals, die 1977 veröffentlicht wurde.
Hughes gewann 1985 den WH Smith Literary Award für den Roman The Pork Butcher und 1994 den Deutschen Jugendliteraturpreis für sein Bilderbuch Macker.

## Werke
Romane
- A Feeling In The Air / US-Titel Man Off Beat (1957)
- Sealed With a Loving Kiss" (1959)
- The Horsehair Sofa (1961)
- The Major (1964)
- The Man Who Invented Tomorrow (1968), über H. G. Wells
- Memories of Dying (1976)
- A Genoese Fancy (1979)
- The Imperial German Dinner Service (1983)
- The Pork Butcher (1984) – verfilmt als Souvenir (1989)
- But for Bunter / US-Titel The Joke of the Century (1986)
- The Little Book (1996)

Film-Drehbücher
(mit Mai Zetterling):
- The War Game (1983)
- Loving Couples (1964)
- Night Games (1966)
- Doktor Glas (1967)
- The Girls (1968)

Andere Werke
- A Study of J.B. Priestley (1958)
- The Road to Stockholm (1964) ein Reisebericht
- The Seven Ages of England (1967)
- The Rosewater Revolution (1971), eine sozio-kulturelle Analyse
- Himself and Other Animals (1997)
- The Lent Jewels (2002), eine Biographie zu A. C. Tait, einen Erzbischof von Canterbury des 19. Jahrhunderts
- The Hack's Tale (2004), eine Untersuchung über die Ursprünge des Journalismus